# Tärna kyrka, Uppland
Tärna kyrka ligger i Tärna kyrkby invid riksväg 70, mellan Sala och Enköping cirka fem kilometer söder om Kumla kyrkby som tidigare hette Tärna. Kyrkan är församlingskyrka i Tärna församling. 

## Kyrkobyggnaden
Det antas att den ursprungliga stenkyrkan på platsen uppfördes på 1200-talet, men uppgifter om att kyrkans äldsta delar uppfördes runt år 1300 finns också. De utgör östra delen av nuvarande långhus. En tidigmedeltida, sprättäljd bjälke ligger upplagd på sakristians vind och är troligen från den ursprungliga kyrkobyggnaden. Under senmedeltiden slogs valven och ett vapenhus byggdes till. 1756 utvidgades långhuset åt väster med en travé. Nuvarande sakristia i norr uppfördes 1775 och ersatte en äldre. En rejäl ombyggnad genomfördes åren 1897 - 1898 då man rev valven, vapenhuset, murarnas övre delar och gavlar. Man lät bygga ett nytt tresidigt kor, nya valv och ett kyrktorn som ersatte en tidigare klockstapel. I och med denna ombyggnad fick kyrkan en nygotisk stil. Kyrkans takstolar i öster och väster är antingen senmedeltida eller från tidigt 1600-tal. I öster är hela takstolar återanvända medan de i väster består av ett hopplock av delar som suttit på andra platser i konstruktionen tidigare. De mellersta takstolarna är av senare datum och kan ha tillkommit under någon av 1700-talets reparationer eller ombyggnationer.

## Inventarier
- Dopfunten av marmorimiterad cement är från 1898.
- Ett rökelsekar är från 1200-talet.
- Vid södra väggen står ett stort triumfkrucifix som härstammar från 1300-talet.
- En altartavla från 1700-talet hänger på södra väggen.

Orgel
1899 byggdes en orgel av E. A. Setterquist & Son, Örebro, med 12 stämmor fördelade på två manualer och en pedal. Orgeln blev besiktigad av organisterna Erik Ehlin, Heby, Västerlövesta och Joel Frederic Pettersson (f. 1848) i Norrby. Orgeln blev invigd söndagen 16 juli 1899 av kontraktsprosten Fredrik Reinhold Hedlund (f. 1844), Heby, Västerlövesta och kyrkoherde Clas Johan Fredman (1853-1908).
| Man I. Huvudverk C-f3 | Man II.Svällverk C-f3 | Pedal C-d1     | Koppel |
| --------------------- | --------------------- | -------------- | ------ |
| Borduna 16'           | Rörflöjt 8'           | Subbas 16'     | II/I   |
| Principal 8'          | Flûte harmonique 8'   | Violoncelle 8' | II/P   |
| Bourdon 8'            | Salicional 8'         |                | I/P    |
| Gamba 8'              | Violin 4'             |                | II16'  |
| Oktava 4'             |                       |                | I4'    |
| Trumpet 8'            |                       |                |        |

## Bildgalleri

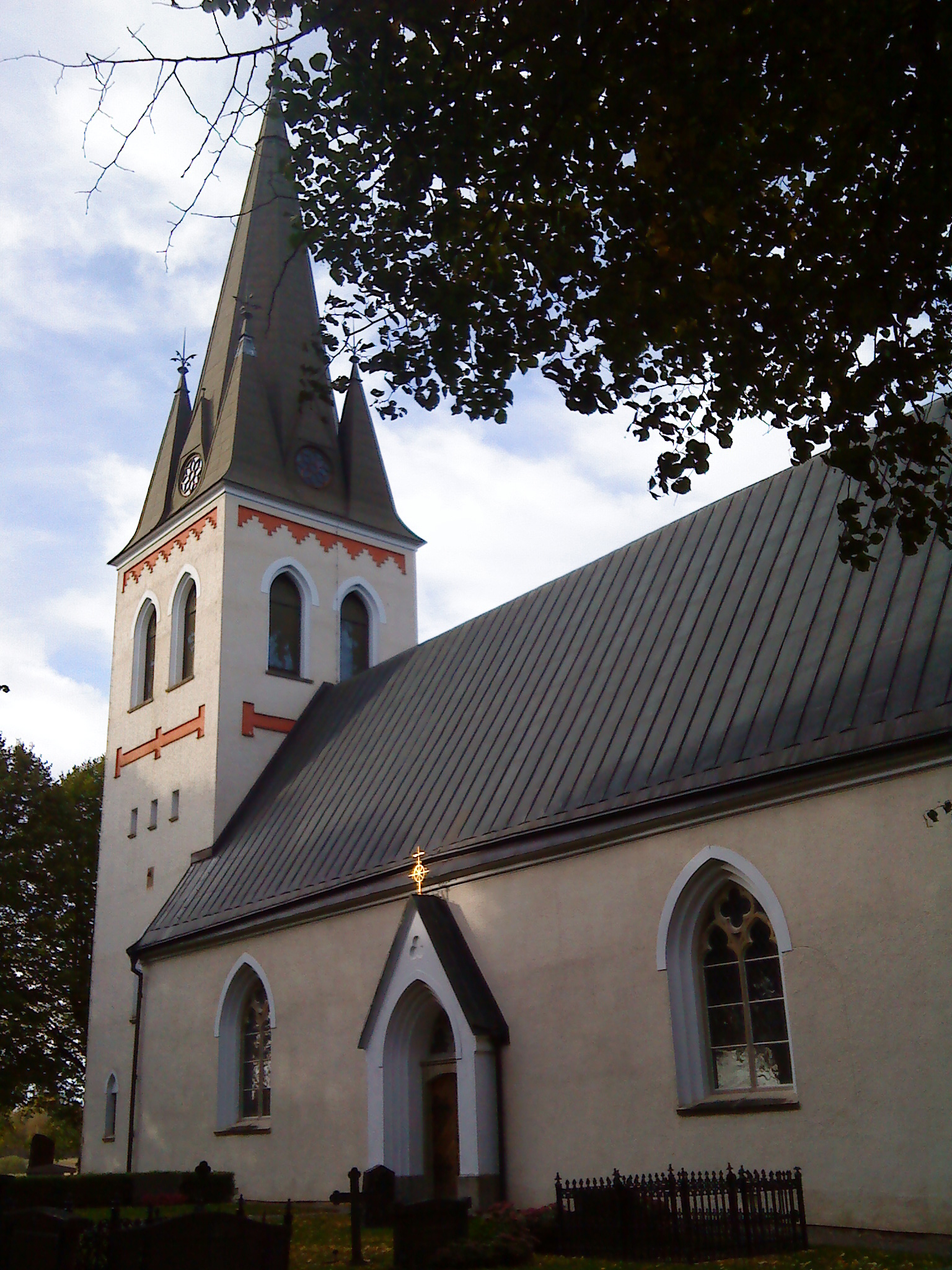
Tärna kyrka från öster
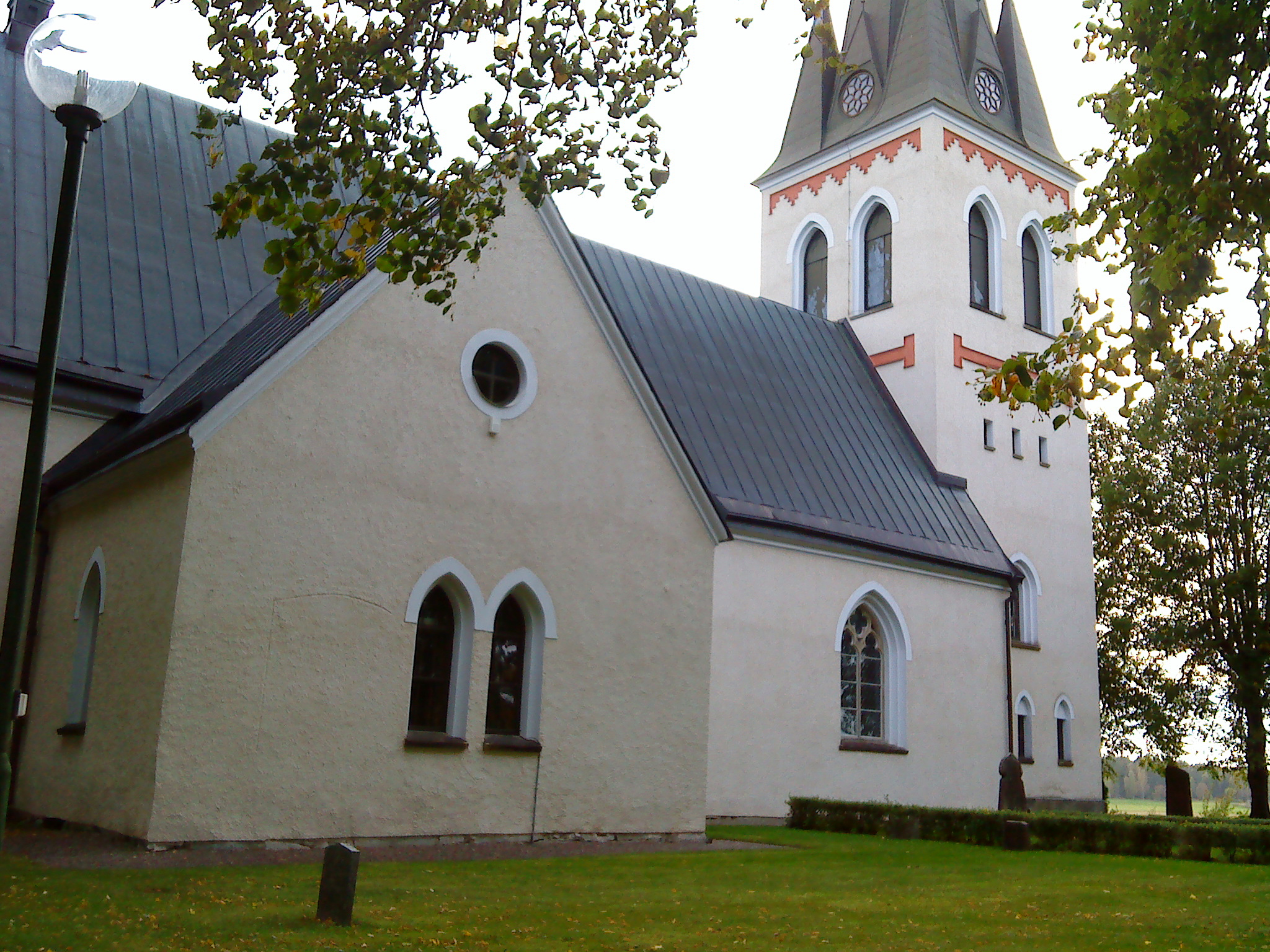
Tärna kyrka från norr
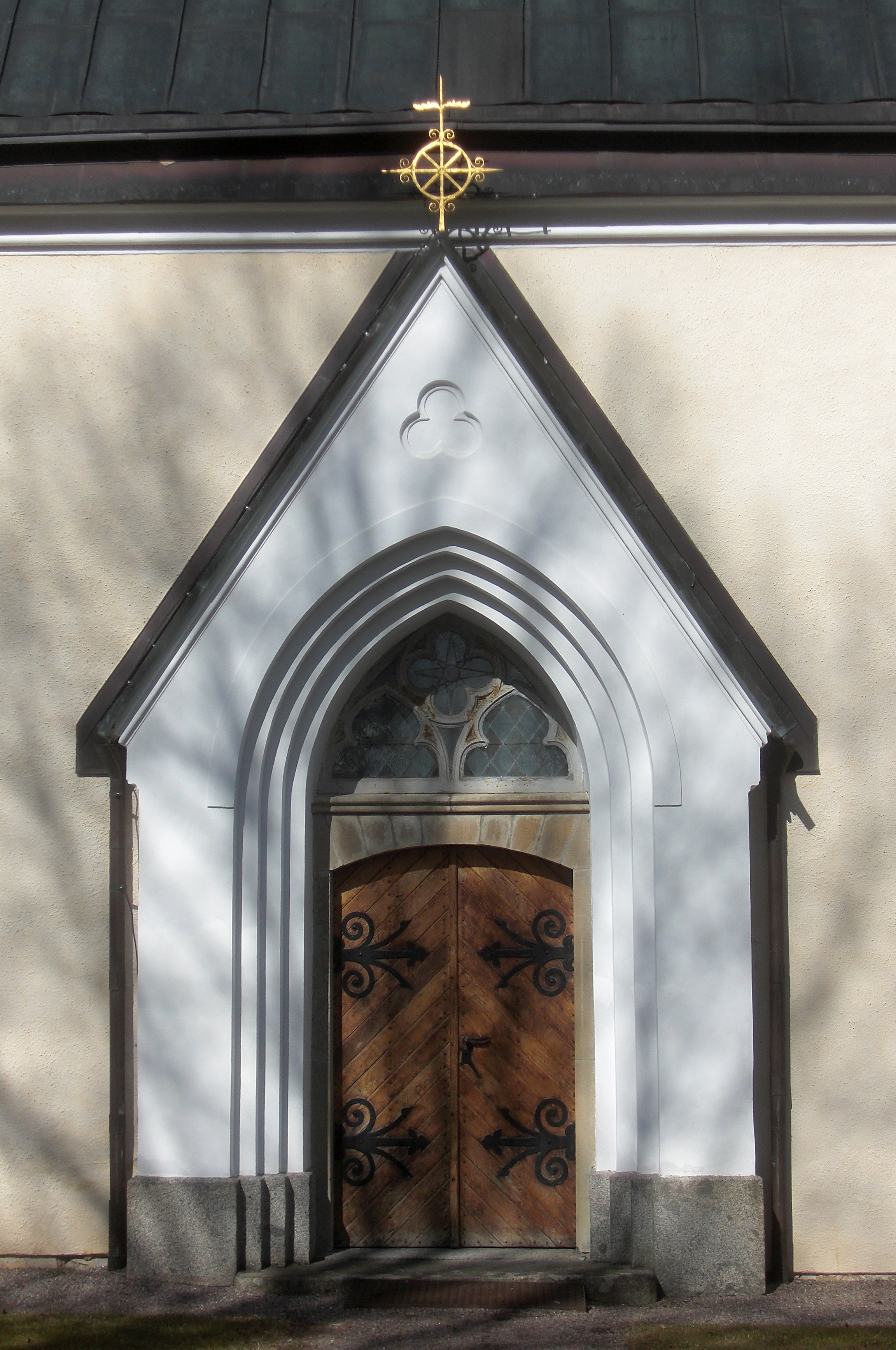
Södra porten
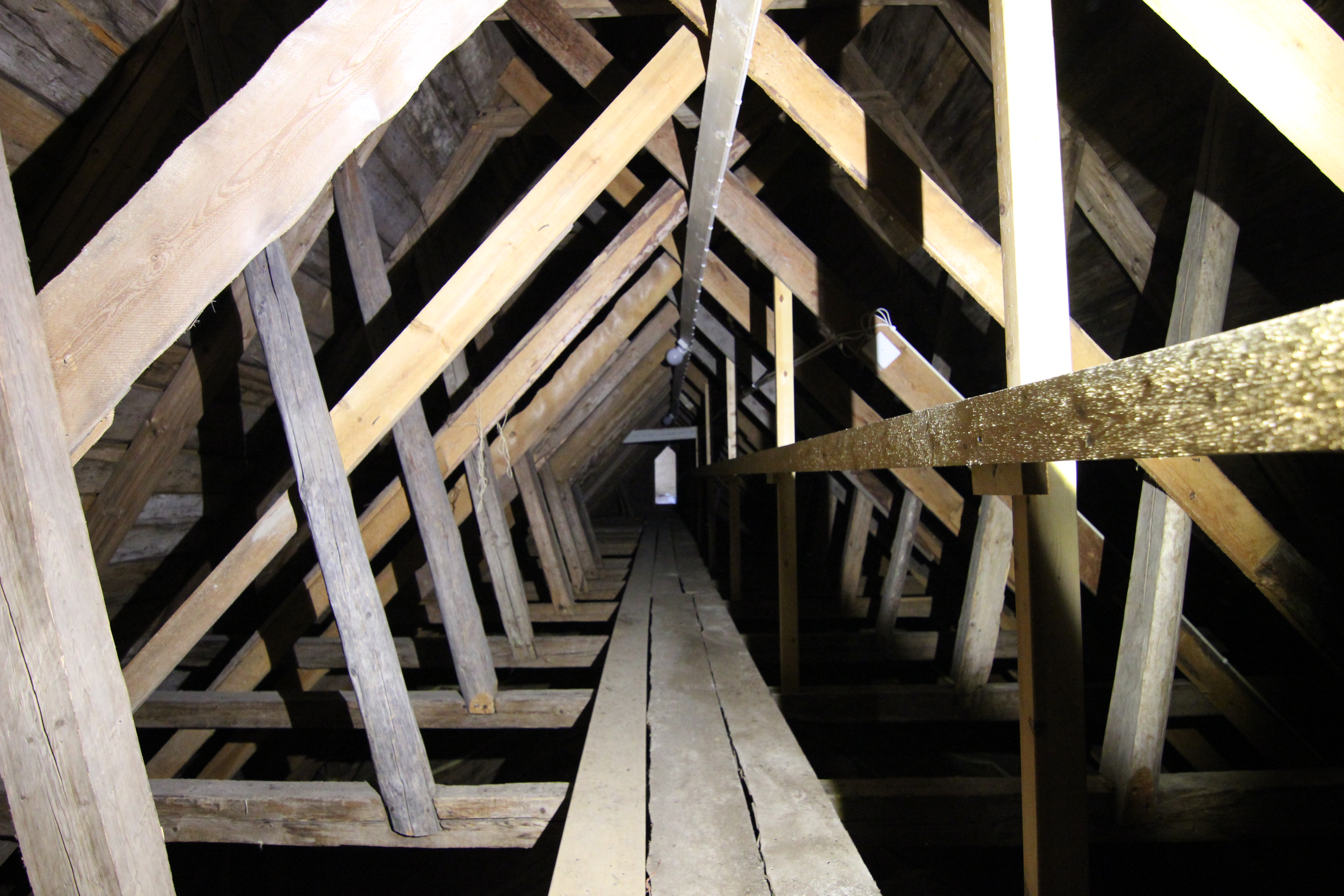
Takstolar i Tärna kyrka, fotograferade från öster.
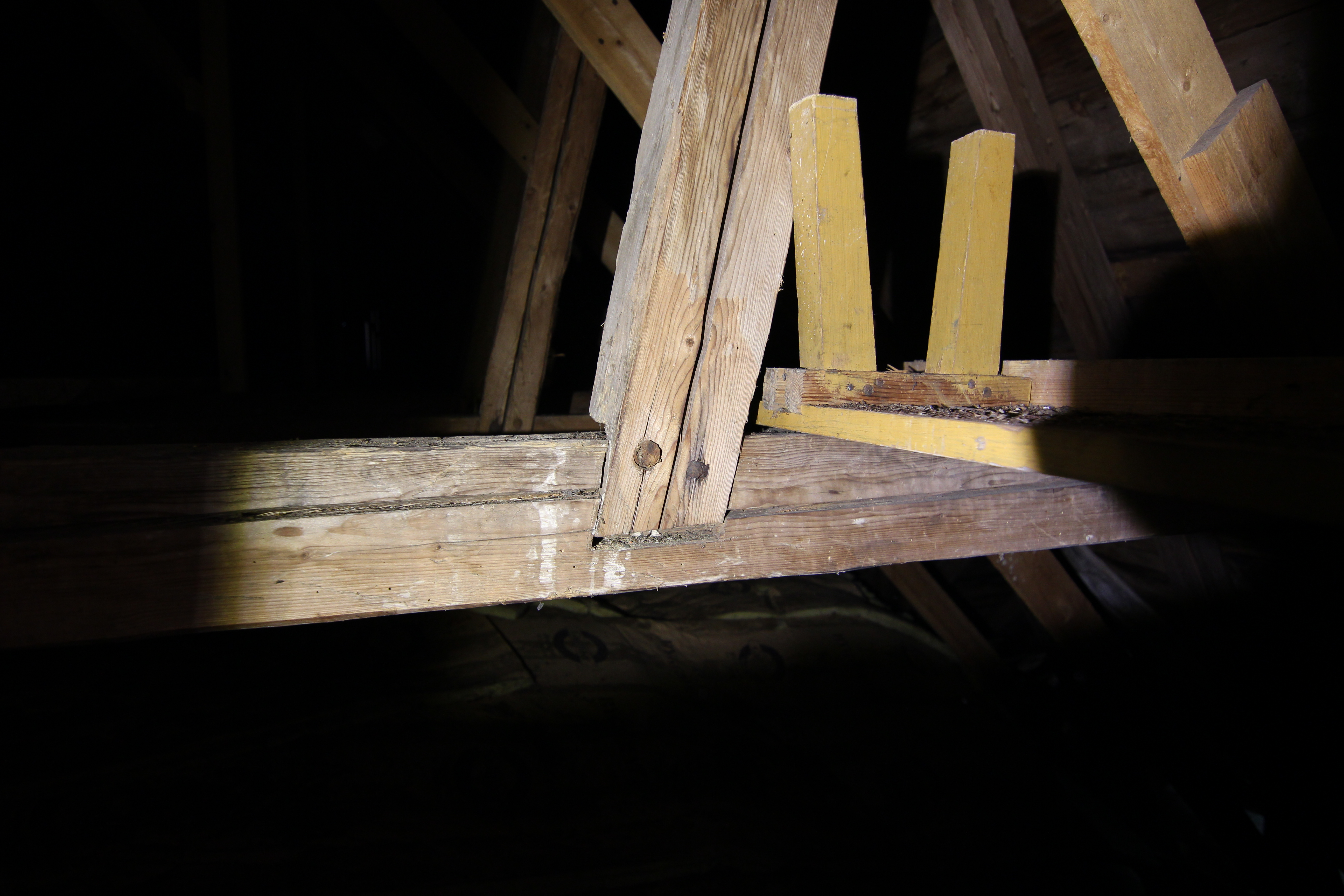
Möte mellan hanbjälke och stödben i en takstol, Tärna kyrka.